# Alcalde-President de Ceuta
L'Alcalde-President de la ciutat autònoma de Ceuta o simplement el president de Ceuta és el cap de govern de la comunitat autònoma de Ceuta.
L'actual i quart alcalde-president de Ceuta és Juan Jesús Vivas del Partit Popular, que ha ocupat el càrrec des del 7 de febrer de 2001. Abans de juny de 1995, quan es va aprovar l'Estatut d'autonomia de l'enclavament, la ciutat formava part de la província de Cadis. Actualment s'encarrega de l'administració del municipi i de la ciutat autònoma de Ceuta.

## Elecció i nomenament
Segons l'article 15 de l'Estatut d'Autonomia de 1995 
| « | El president, que també és alcalde, és elegit per l'Assemblea, entre els seus membres, i nomenat pel Rei | » |

Les eleccions se celebren el dia de la reunió constituent de l'Assemblea. Cadascun dels seus membres pot votar a favor d'un dels seus col·legues que ha estat votat a les eleccions locals. El que obtingui la majoria absoluta dels consellers (almenys 13 vots) es declara investit. Si ningú no arriba a aquesta majoria, el que ha estat la primera de les eleccions locals ha estat elegit.
Aquest procediment és idèntic a l'aplicat per a l'elecció d'alcaldes de municipis espanyols.
Un cop proclamat president, el seu nom es comunica al Rei i el president del govern. El president és nomenat per Reial Decret, publicat en els butlletins oficials de l'Estat i de la ciutat de Ceuta. El president de Ceuta, assumeix el càrrec en els 5 dies següents a la publicació del seu nomenament.

## Llista d'Alcaldes-Presidents de Ceuta
Per la llista de governants en el període anterior al de convertir-se en comunitat autònoma (abans de 1995), vegeu: Llista de governadors de Ceuta"
| # | # | Nom (Naixement-mort)                           | Període de Mandat    | Període de Mandat    | Partit polític              |
| - | - | ---------------------------------------------- | -------------------- | -------------------- | --------------------------- |
|   | 1 | Basilio Fernández López                        | 24 de juliol de 1996 | 24 de juliol de 1996 | Progrés i Futur de Ceuta    |
|   | 2 | Jesús Cayetano Fortes Ramos                    | 24 de juliol de 1996 | 26 d'agost de 1999   | Partido Popular             |
|   | 3 | Antonio Sampietro Casarramona (nascut el 1953) | 26 d'agost de 1999   | 7 de febrer de 2001  | Grupo Independiente Liberal |
|   | 4 | Juan Jesús Vivas (nascut el 1953)              | 7 de febrer de 2001  | En el càrrec         | Partido Popular             |